# Marie-Madeleine Fourcade
Marie-Madeleine Fourcade, nata Bridou (Marsiglia, 8 novembre 1909 – Parigi, 20 luglio 1989), è stata una partigiana e politica francese.
Attiva nella Resistenza durante la seconda guerra mondiale, è stata europarlamentare della I legislatura.

## Biografia
Figlia del bobbista Jacques Bridou, trascorse parte della sua infanzia a Shanghai, dove lavorava il padre. In giovane età, sposò un soldato, Édouard Méric, dal quale ebbe due figli, lasciando poi la famiglia. Negli anni '30, lavorò come giornalista di moda e alla radio. Nel 1936, iniziò a collaborare con l'organizzazione di destra Réseaux Corvignolles e con la rivista La Spirale associata a Charles de Gaulle e Georges Loustaunau-Lacau, conosciuto co lo pseudonimo di "Navarre" (diventò anche la compagna di quest'ultimo).
Durante la seconda guerra mondiale, su ordine di Navarre, iniziò l'attività di reclutamento per la rete di spionaggio da lui creata chiamata Alliance (in seguito Arche de Noé); lei stessa operava con lo pseudonimo di Hérisson. Dopo l'arresto del suo partner nel luglio 1941, assunse la guida dell'organizzazione, unica donna a ricoprire tale ruolo in Francia. Al suo apice, Arche de Noé contava 3.000 membri e, tra le altre cose, riuscì a contribuire alla denuncia del programma V-2. Durante questo periodo, diede alla luce il suo terzo figlio e si nascose tra vari nascondigli, poiché ricercata delle autorità della Francia di Vichy. Riuscì a evadere dal carcere due volte (nel 1942 da una prigione francese, nel 1944 dalle mani della Gestapo). Tra il luglio 1943 e il luglio 1944, rimase a Londra, collaborando con l'intelligence britannica, tornò poi alle attività clandestine in Francia.
Dopo la seconda guerra mondiale, ricoprì posizioni di leadership nelle organizzazioni dei veterani. Attiva anche nell'associazione antirazzista LICRA, pubblicò un libro di memorie sulla seconda guerra mondiale. Nel 1958, fu membro del comitato centrale dell'Unione per la Nuova Repubblica, divenne poi membro dell'Unione dei Democratici per la Repubblica. Si candidò senza successo al parlamento nazionale tre volte. Nel 1979, si candidò al Parlamento europeo per conto del Raggruppamento per la Repubblica. Eletta nell'ottobre 1980, sostituì Michel Debré e mantenne il suo incarico fino al settembre 1981.
Si sposò due volte e ebbe in totale cinque figli.